# Albert Fournier
Pour les articles homonymes, voir Fournier.
Albert Fournier est un homme politique français né le 8 mars 1882 à Paris et décédé le 7 juillet 1971 à Saint-Raphaël. En janvier 1921, il est élu au Comité directeur du Parti communiste. En 1926, il est élu député à Paris. En 1935, puis en 1945, il est maire de Saint-Raphaël.

## Biographie
Albert Fournier est âgé de dix ans, lorsque son père, capitaine de la Garde républicaine, meurt. Avec sa mère, il quitte pour Paris pour Billom, dans le Puy-de-Dôme. Il fait ses études au lycée de Clermont-Ferrand.
En 1907, il est inscrit à la Faculté de Droit de Paris et candidat à un poste de commis au service Exploitation des Monnaies. L'on ne sait vraiment s'il a occupé de poste, l'Humanité prétend que oui. En 1909, il termine son service militaire dans un régiment d'Infanterie. Il se réinscrit, alors, à la Faculté de Droit et obtient, notamment, deux certificats du Doctorat ès sciences économiques et politiques.
L'on ne sait pas davantage s'il a milité dans la première Fédération des fonctionnaires. En tout cas, la réponse est affirmative pour la deuxième, dont il devient, en 1911-1912, le secrétaire général adjoint.
Un peu plus tôt, il avait adhéré à la SFIO. En 1912, il est inscrit au Barreau de Paris. Il est, notamment, le défenseur d'instituteurs convoqués devant le juge d'instruction de Paris après le congrès de Chambéry.
Avocat à la Cour d'appel de Paris, il se présente, en 1914, aux élections législatives à Provins (Seine-et-Marne).
Vers 1920, Albert Fournier collabore à la Tribune des Fonctionnaires. En 1921, il défend deux grévistes de Seine-et-Marne poursuivis après des grèves à Jouy-le-Châtel.
Présent, en décembre 1920, au congrès de Tours, il représente la Fédération de Seine-et-Marne. Albert Fournier est, alors, membre de la direction du Travail de Seine-et-Marne. Il est désigné comme membre titulaire du Comité directeur du nouveau parti, nommé Section française de l'Internationale communiste (SFIC). Si le congrès de Marseille, en 1921, ne le reconduit pas à ce poste, en revanche, il le retrouve au congrès de Paris, en 1922. Après le IVe congrès de l'Internationale communiste, en décembre, à nouveau il ne figure pas sur la liste des membres du Comité directeur. Toutefois, il signe l'ordre du jour de celui-ci à propos de la démission de L. O. Frossard, début 1923.
Fournier milite, alors, à Paris, dans la douzième section du Parti communiste. Il est signataire d'un manifeste aux "Camarades Conscrits" et établit le plan des conférences du "Comité de résistance à la loi super-scélérate".
En 1923, le conseil national du PC, qui se tient à Boulogne, le désigne comme membre du conseil d'administration de L'Humanité, responsabilité qui lui sera renouvelée, en 1924, lors du congrès de Lyon. Il devient l'avocat du Parti communiste et membre suppléant de la Commission de la coopérative centrale, désigné par le Comité directeur du Parti communiste.
Pour les élections législatives de 1924, il existe deux versions à propos de Fournier. Dans l'une, donnée par le Dictionnaire des parlementaires, Fournier aurait été candidat à Paris sur une liste du "Comité républicain-socialiste indépendant pour la défenses des intérêts régionalistes parisiens". Pour les auteurs du Dictionnaire biographique du mouvement ouvrier français, cette version mérite des réserves, puisque Fournier, selon eux, a été candidat, en Seine-et-Marne, sur une liste du "Bloc ouvrier et paysan".
En tout cas, cette même année 1924, Fournier se marie à Paris et, au congrès de la Fédération communiste de la Seine, il est élu au comité fédéral. Par ailleurs, il est désigné comme secrétaire général adjoint du Secours ouvrier international (SOI). La police indique qu'il est alors présenté comme ex-rédacteur au ministère des Finances.
L'année suivante, il est nommé conseiller juridique du Conseil paysan français et la Commission politique du PC le désigne comme défenseur des membres du Comité central d'action contre la guerre du Rif poursuivis. Comme représentant du SOI, il effectue, aussi, une tournée à l'étranger et entre au conseil d'administration des « Vacances populaires enfantines ». Fin 1926, il est également président d'honneur de l'Association sportive ouvrière des IIIe et IVe arrondissements et avocat du conseil judiciaire de la 20e Union régionale de la CGTU.
Enfin, Albert Fournier est désigné avec Jacques Duclos comme candidat communiste pour une élection législative complémentaire à Paris, dans le 2e secteur du département de la Seine. Après une campagne électorale médiatisée, car leurs adversaires étaient deux « ténors » politiques, Paul Reynaud et Henri de Kérillis, les deux communistes sont élus le 28 mars 1926.
À la Chambre, il s'inscrit aux commissions de législation civile et criminelle, des régions libérées, des marchés et spéculations. Il siège à la Chambre des députés jusqu'en 1928.
Lors de la campagne pour les législatives de 1928, il prend la parole dans le Var, le Gard, l'Isère, en Haute-Garonne, en Ariège, en Meurthe-et-Moselle, à Saint-Ouen, à Montreuil. Il assure de nombreuses réunions à Paris. Candidat dans la deuxième circonscription du XIe arrondissement, celle de Sainte-Marguerite-Roquette, il arrive en tête au premier tour, mais est battu au second.
Il se consacre, alors, essentiellement à son activité d'avocat du Secours rouge international (SRI). Il avait, un peu plus tôt, défendu Jacques Duclos, poursuivi pour des articles antimilitaristes dans "La Page de Jean Le Gouin", devant la 11e Chambre. Et, défend encore, devant le conseil de guerre des grévistes du textile et des marins mutins de Calvi devant le conseil de guerre de Toulon.
En 1929, il est à nouveau candidat, à Paris, lors des élections municipales, dans le quartier Saint-Ambroise.
La même année, il ajoute à ces fonctions, lors de la Conférence juridique internationale de Berlin, celle de membre du comité directeur de l'Association juridique internationale.
En 1930, il se retire dans la région de Grasse (Alpes-Maritimes).
On s'interroge afin de savoir à quel moment il quitte le Parti communiste.
Ce que l'on sait, c'est qu'il doit quitter Paris pour des raisons de santé. Il démissionne du barreau de Paris et s'inscrit à celui de Draguignan dans le Var, en 1933. Il s'installe, alors, à Saint-Raphaël.
Il défend un syndicaliste de l'Arsenal de Toulon et un communiste de Saint-Tropez. Par ailleurs, dans le Var, il milite à la Ligue des Droits de l'Homme. Il joue encore un rôle important dans le meeting antifasciste de Draguignan du 12 février 1935 et est l'orateur d'une fête à Cogolin, où, selon la police, il intervient comme membre du "Parti socialiste-communiste".
À Saint-Raphaël, aux municipales de 1935, il conduit une liste "d'union et de réalisations communales", où figurent, notamment, quatre socialistes SFIO. Au second tour, cette liste s'intitule "liste du Front populaire". Elle est élue et Albert Fournier devient maire. Le Conseil d'État annule le second tour mais lors d'une nouvelle élection, Fournier l'emporte à nouveau.
Il est probable que Fournier ait adhéré au Parti socialiste SFIO, dont il préside une réunion à Saint-Raphaël.
Néanmoins, en 1938, il est l'avocat de l'Union soviétique après la saisie d'un cargo soviétique à Toulon.
À la Libération, Fournier, accusé d'avoir été l'avocat d'un Italien fasciste avant la guerre et de deux membres du PPF, n'est pas nommé à la délégation municipale.
Aux élections municipales de 1945, il prend la tête d'une liste du Front national de la Résistance, qui précède celle du Parti socialiste et du MLN. Pour certains, les Raphaëlois sanctionnent ainsi les excès de la délégation municipale et du comité local de Libération. Fournier retrouve la mairie.
Mais, deux ans plus tard, selon le préfet, la section locale du Parti communiste l'écarte, faute d'avoir suivi "les directives du Parti". Il préside, alors, au titre de la Libre Pensée, le Comité de vigilance et de défense de la République.
Il sera encore l'avocat de Tourisme et Travail.